# Кавтарадзе, Бека
Бека Кавтарадзе (груз. ბექა ქავთარაძე; род. 15 июня 1999, Душети, Мцхета-Мтианети) — грузинский футболист, нападающий испанского клуба «Мелилья».

## Клубная карьера
Воспитанник академии «Динамо» Тбилиси. В сезонах 2014/15 и 2015/16 играл в Меоре лиге за команду «35-я футбольная школа» Тбилиси. В высшей лиге чемпионате Грузии дебютировал в составе тбилисского «Динамо» 21 мая 2017 года в матче с «Самтредиа», выйдя на замену на 89-й минуте вместо Георгия Чакветадзе. Зимой 2018 года перешёл в «Рустави». В 2020 году играл за «Сабуртало», в составе которого принял участие в матче квалификации Лиги Европы с кипрским «Аполлоном» Лимасол (1:5).
С февраля 2021 года — в «Нижнем Новгороде». Летом покинул клуб по обоюдному решению сторон. В июне 2021 года подписал контракт с клубом «Ротор» (Волгоград). С лета 2022 — в ФК «Телави».
В сезоне 2023 года выступал за футбольный клуб «Елимай» (Семей) в Первой лиге Казахстана. По итогам турнира Кавтарадзе стал лучшим бомбардиром своего клуба, забив 19 голов, а «Елимай» стал чемпионом Первой лиги.
В феврале 2024 года перешёл в испанскую «Мелилью».

## Карьера в сборной
Игрок молодёжной сборной Грузии, играл также за юношеские сборные до 17 и 19 лет.

## Достижения
«Елимай»
- Победитель Первой лиги Казахстана: 2023

«Динамо» (Тбилиси)
- Серебряный призёр чемпионата Грузии: 2017